# 33113 Julabeth
33113 Julabeth este un asteroid din centura principală de asteroizi.

## Descriere
33113 Julabeth este un asteroid din centura principală de asteroizi. A fost descoperit pe 22 ianuarie 1998 la Prescott (Arizona) de Paul G. Comba. Asteroidul prezintă o orbită caracterizată de o semiaxă mare de 2,60 ua, o excentricitate de 0,15 și o înclinație de 3,4° în raport cu ecliptica.